# Morirás a los veinte
Morirás a los veinte (en inglés: You Will Die At Twenty, en árabe: ستموت في العشرين, transliterado: satamūt fīl-ʿishrīn) es una película dramática sudanesa producida en 2019. Dirigida por Amjad Abu Al-Ala Al-Alaa. Es el primer largometraje en 20 años en Sudán.  Se proyectó ante la audiencia internacional en el 76° Festival Internacional de Cine de Venecia, donde ganó el Premio León del Futuro del festival a la Mejor Ópera Prima.  También se proyectó en la tercera edición del Festival de Cine de El Gouna, donde ganó el premio El Gouna Golden Star a la mejor película en la competición de largometrajes.  Ganó el premio Golden Tanit en el Festival de Cine de Cartago en noviembre de 2019.  La película está basada en la colección de cuentos del escritor sudanés Hamour Ziada , Durmiendo al pie de la montaña, y fue coescrita y dirigida por el escritor emiratí Youssef Ibrahim.  La película se rodó en la zona de Al-Jazirah, al sur de la capital sudanesa, Jartum . Está protagonizada por Mustafa Shehata, Islam Mubarak, Buthaina Khaled, Talal Afifi, Bona Khaled, Mazen Ahmed, Mohamed Ahmed Al-Shaer y Mahmoud Misra Al-Sarraj .  La película fue producida por Transit Films, Film Clinic y otras compañías,  con financiación conjunta de Sudán, Egipto, Alemania, Noruega y Francia. 

## La historia
La película cuenta la historia de Muzamil, un joven nacido en un pueblo sudanés donde están muy extendidas las ideas sufíes, que recibe una profecía de que morirá cuando cumpla 20 años. Muzamil pasa sus días en ansiedad y anticipación, y durante ese tiempo conoce a un viejo director de fotografía, y luego suceden los eventos de la película.  

## Proceso de filmación y exhibición
El rodaje de la película comenzó en septiembre de 2018 en el estado de Al-Jazeera, al sur de Jartum.  El director de la película afirmó que trabajar en ella duró tres años.  Cuando comenzó el rodaje, coincidió con el estallido de la revolución en Sudán, por lo que los realizadores hicieron una pausa para participar en la revolución y luego reanudaron el trabajo.  Mientras la película se proyectaba en el Festival de Cine de Venecia, su elenco no podía asistir a la proyección ni a la ceremonia, porque la embajada italiana se negó a otorgarles visas de entrada, a pesar de haber recibido una invitación oficial con antelación. La embajada justificó esto diciendo que llegaron tarde en presentar sus solicitudes de visa. 

## Los protagonistas
- Bonna Khaled
- Islam Mubarak
- Mustafá Shehata
- Mohammed Ahmed Al Shaer

## fuentes
1. https://www.fiff.ch/fr/le-soudan-gagne-le-grand-prix-du-fiff-2020
  1. مُعرِّف قاعدة بيانات الأفلام على الإنترنت (IMDb): tt9686154.
  2. https://ifcinema.institutfrancais.com/fr/movie?id=ff25d398-8cc1-444c-8909-31ad1c567b1f.
  3. "بطلا «ستموت في العشرين»: الفيلم فرصة لعودة السينما السودانية"
  4. "الفيلم السوداني "ستموت في العشرين" بعوالم صوفية السودان تصل «فينيسيا السينمائي» - فن ومشاهير"
  5. ""ستموت في العشرين".. فيلم سوداني يحوز جائزة في مهرجان البندقية (صور)"
  6. ""ستموت في العشرين" السوداني يفوز بالتانيت الذهبي لأيام قرطاج السينمائية - البيان"
  7. ""ستموت في العشرين".. فيلم سوداني يثير الجدل بمهرجان "فينيسيا""
  8. "«ستموت في العشرين»... أول فيلم سوداني يحصد جائزة «أسد المستقبل» بمهرجان فينيسيا"
  9. ""ستموت في العشرين" فيلم سوداني في مهرجاني فينيسيا وتورنتو"
  10. ""ستموت في العشرين".. فيلم سوداني ينافس في "البندقية" رغم منع أبطاله من الدخول"

- Portal:Sudán. Contenido relacionado con Sudán.

 Francia
- Portal:Egipto. Contenido relacionado con Egipto.

 Noruega
 Catar
 